# Hada ardua
Hada ardua är en fjärilsart som beskrevs av Nikolai Nikolaievich Filipjev 1925. Hada ardua ingår i släktet Hada och familjen nattflyn. Inga underarter finns listade i Catalogue of Life.